# Bagnaria
Bagnaria là một đô thị ở tỉnh Pavia trong vùng Lombardia của Ý, có cự ly khoảng 70 km về phía nam của Milan và khoảng 40 km về phía nam của Pavia. Tại thời điểm ngày 31 tháng 12 năm 2004, đô thị này có dân số 640 người và diện tích là 16,6 km².
Bagnaria giáp các đô thị sau: Gremiasco, Ponte Nizza, Varzi.